# RollerCoaster Tycoon
RollerCoaster Tycoon é um jogo de computador criado pelo programador Chris Sawyer. É o primeiro jogo da série e foi lançado em 31 de março de 1999. O jogo simula o gerenciamento de um parque de diversões moderno, neste primeiro game, o jogador deve gerenciar seus parques cumprindo os mais diversos objetivos como atrair um certo número de visitantes e sua satisfação ou tornar o parque valioso.

## O Jogo[1][2]
O jogador deve gerenciar os seus parques cumprindo os mais diversos objetivos tais como atrair um certo número de visitantes, satisfazê-los ou tornar o parque valioso. Estes objetivos cumpridos abrem novos cenários e novas atrações que no jogo vão desde montanhas-russas, lojas de souvenires a brinquedos tranquilos, emocionantes e aquáticos, fora brinquedos de locomoção/transporte pelo parque e praças de alimentação.
O jogador deve-se preocupar também com a contratação de mecânicos, garis, seguranças e bonecos animadores, empréstimos, desenvolvimento e aperfeiçoamento de novas atrações, decoração, jardinagem, a construção dos traçados das montanhas-russas, e claro, a planta/mapa do parque. O jogo traz também a possibilidade de construir parques temáticos com decorações de cartas de baralho, alienígenas, antigo Egito entre outros.
O jogo foi escrito em Assembly, apenas com a parte dos gráficos, que representa cerca de 1% do código, sendo escrita em C.

### Cenários

#### Presentes no jogo
O jogo possui 22 cenários padrões, sendo 5 abertos para jogar desde o inicio do jogo, 15 a serem desbloqueados conforme outros cenários forem concluídos e 1 oculto da lista de cenários disponíveis que somente será desbloqueado após a conclusão dos outros.
| Número | Nome do Cenário                                                | Descrição |
| ------ | -------------------------------------------------------------- | --- |
| 1      | Forest Frontiers                                               | Parque com expansão razoável e tranquilo em termos de dificuldade.                                                                      |
| 2      | Dynamite Dunes                                                 | Em um grande deserto se encontra esse parque com muitas elevações e uma montanha-russa já construída.                                   |
| 3      | Leafy Lake                                                     | Parque muito grande e bonito onde você monta seu parque em volta (e/ou dentro) de um grande lago.                                       |
| 4      | Diamond Heights                                                | Parque pronto e complexo cujo objetivo é dobrar o seu valor.                                                                            |
| 5      | Evergreen Gardens                                              | Parque temático a base de um jardim botânico que se torna complicado devido à sua vasta área.                                           |
| 6      | Bumbly Beach                                                   | Um parque de dimensões pequenas, localizado na praia e com objetivo fácil, tendo uma montanha-russa e mais 2 brinquedos prontos.        |
| 7      | Trinity Islands                                                | Quatro ilhas formam esse parque complicado pela facilidade dos visitantes se perderem.                                                  |
| 8      | Katie's World                                                  | Parque temático no qual se deve aumentar o valor do parque.                                                                             |
| 9      | Dinky Park                                                     | Parque muito pequeno cuja única saída para o objetivo é a compra de terrenos longe do parque, que tem altos custos.                     |
| 10     | Aqua Park                                                      | Grande parque com brinquedos aquáticos já prontos e objetivo razoável tratando-se de dificuldade.                                       |
| 11     | Millennium Mines                                               | Deve-se construir um grande parque em um terreno que se encontra uma mina abandonada.                                                   |
| 12     | Karts & Coasters                                               | Parque cheio de árvores com duas montanhas-russas e duas pistas de karts prontas, com o objetivo de triplicar seu número de visitantes. |
| 13     | Mel's World                                                    | Parque cheio de brinquedos modernos e com muito espaço livre para expansão, o que torna o objetivo fácil.                               |
| 14     | Mothball Mountain                                              | Pouco terreno no meio da floresta, muito chuvoso e com um rio no meio.                                                                  |
| 15     | Pacific Pyramids                                               | Parque no deserto com tema egípcio. |
| 16     | Crumbly Woods                                                  | Grande parque temático, porém seus brinquedos são muito velhos.                                                                         |
| 17     | Big Pier                                                       | Pequeno píer quadrado com pouco espaço livre para construção de brinquedos.                                                             |
| 18     | Lightning Peaks                                                | Parque formado por montanhas que possuem 2 teleféricos no meio da floresta.                                                             |
| 19     | Ivory Towers                                                   | Um parque com alguns brinquedos, porém dominado pela sujeira e vandalismo: deve-se recomeçar do zero.                                   |
| 20     | Rainbow Valley                                                 | Um vale com enorme terreno, porém é proibida modificação do terreno e remoção das árvores.                                              |
| 21     | Thunder Rock                                                   | Uma enorme rocha tem grande espaço para construção.                                                                                     |
| 22     | Mega Park (fechado até completar todos os cenários anteriores) | Um parque gigantesco, cujo objetivo é a diversão.                                                                                       |

#### Disponíveis para download
A Atari disponibilizou também 2 cenários para download:
- Fort Anachronism
- Alton Towers

### Atrações

#### Brinquedos
• Montanha-Russa de Vagão de Mina
• Montanha-Russa Invertida
• Montanha-Russa Suspensa
• Montanha-Russa Monotrilho
• Montanha-Russa Monitrilho Suspensa
• Montanha-Russa de Aço
• Montanha-Russa Saca-Rolhas
• Montanha-Russa de Madeira
• Montanha-Russa com Usuários na Vertical
• Montanha-Russa de trenó
• Mini Montanha-Russa de Aço
• Minimontanha-russa Rato Maluco
• Simulador de Movimento
• Karts
• Roda-Gigante
• Cinema 3D
• Gira-Gira
• Queda Livre Acelerada
• Tobogã Espiral
• Tobogã Aquático
• Casa Mal-Assombrada
• Carrossel
• Corredeiras de Rio
• Teleférico
• Miniferrovia
• Anéis Espaciais
• Barco Viking
• Carros
• Trenó Aquático
• Passeio de Barco
• Passeio de Carro
• Carros de Bate-Bate
• Twist
• Torre de Observação
• Labirinto
• Monotrilho

#### Quiosques
• Batatas-Fritas
• Bebidas
• Pipocas
• Sorvetes
• Souvenirs
• Informações
• Hambúrgueres
• Balões
• Algodão-doce
• Pizza
• Guardas - Chuvas

## Pacotes de Expansão
Foram lançados dois pacotes de expansão para o jogo.

### CorkScrew Follies[4]
O pacote de expansão CorkScrew Follies foi lançado em 15 de Novembro de 1999

### Loopy Landscapes[5]
O pacote de expansão Loopy Landscapes foi lançado em 30 de Setembro de 2000.

## Edições Especiais
Foram lançados duas edições especiais do jogo.

### Gold[6]
A edição especial Gold foi lançada em 2002 e vem com o jogo RollerCoaster Tycoon e as expansões CorkScrew Follies e Loopy Landscapes.

### Deluxe[7]
A edição especial Deluxe foi lançada em 2003 e vem com o jogo RollerCoaster Tycoon, as expansões CorkScrew Follies e Loopy Landscapes e mais pistas para as montanhas-russas e brinquedos do jogo.

## Vendas
De acordo com PC Data, foi o terceiro mais vendido jogo de PC na semana de 25 de Julho, 1999, e subiu para segundo lugar na próxima semana. As vendas nos Estados Unidas totalizaram 719,535 unidades naquele ano, dando uma receita de $19.6 milhões de dólares - o terceiro maior volume de vendas de 1999.